# Division 1 1992-1993
La Division 1 1992-1993 è stata la 55ª edizione della massima serie del campionato francese di calcio, disputato tra l'8 agosto 1992 e il 2 giugno 1993 e concluso con la vittoria dell'Olympique Marsiglia. Il titolo verrà tuttavia revocato il 22 settembre successivo in seguito ai risvolti del caso Valenciennes-Olympique Marsiglia, e non sarà mai più riassegnato.
Capocannoniere del torneo è stato Alen Bokšić (Olympique Marsiglia) con 23 reti.

## Stagione

### Avvenimenti
Il girone di andata fu caratterizzato da una lotta al vertice fra Nantes e Paris Saint-Germain, con i parigini in grado di inanellare una serie di tredici risultati utili consecutivi; le ultime giornate della tornata videro l'emergere di squadre sino a quel momento rimaste a ridosso come l'Auxerre e il Monaco, che conclusero in testa assieme al Nantes, nonché i campioni in carica dell'Olympique Marsiglia, secondi a -2 dalla vetta e in coabitazione con il Paris Saint-Germain.
Nelle prime giornate del girone di ritorno, il Monaco tentò la fuga ma, nonostante la vittoria nello scontro diretto con l'Olympique Marsiglia, nella parte finale del torneo ebbe un calo che permise all'OM di piazzare il sorpasso definitivo e di prendere il largo: la vittoria del nono, nonché quarto titolo consecutivo, venne ratificata sconfiggendo alla penultima giornata il Paris Saint-Germain, ultima squadra del lotto delle inseguitrici rimasta in gara. La vittoria del Paris Saint-Germain in Coppa di Francia permise al Nantes di prendere il posto dei parigini in Coppa UEFA, rientrando quindi in un lotto che includeva anche il Monaco e il neopromosso Bordeaux.
Fra la terzultima e la penultima giornata caddero in Division 2 anche il Nîmes e il Tolone, questi ultimi ulteriormente declassati in terza serie per dissesto finanziario. Il Valenciennes terzultimo ebbe invece accesso ai playout contro il Cannes vincitore del torneo riservato alle prime classificate dei gironi di seconda divisione, venendo sconfitto con il risultato complessivo di 3-1.
I verdetti in vetta alla classifica vennero successivamente modificati in seguito alle decisioni prese dalla federazione e dalla UEFA in merito al caso Valenciennes-Olympique Marsiglia: il 6 settembre la confederazione continentale bandì l'OM dalle competizioni europee, permettendo al Monaco di qualificarsi in Champions League e il conseguente ripescaggio dell'Auxerre in Coppa UEFA. Poche settimane dopo, la federazione nazionale dispose la revoca del titolo all'Olympique Marsiglia, proponendo l'attribuzione al Paris Saint-Germain secondo classificato: tuttavia, il campionato non risulterà assegnato ad alcuna squadra, stante il rifiuto del club parigino per ragioni extrasportive (il Gruppo Canal+, proprietario del Paris Saint-Germain e detentore dei diritti televisivi delle partite del campionato francese, non accettò l'offerta per motivi commerciali, in quanto temeva che l'assegnazione del titolo a tavolino avrebbe causato l'ira degli abbonati a Canal+ residenti nel sud della Francia).

## Classifica finale
|  | Pos. | Squadra             | Pt | G  | V  | N  | P  | GF | GS | DR  |
|  | ---- | ------------------- | -- | -- | -- | -- | -- | -- | -- | --- |
|  | 1.   | Olympique Marsiglia | 53 | 38 | 22 | 9  | 7  | 71 | 36 | +35 |
|  | 2.   | Paris Saint-Germain | 51 | 38 | 20 | 11 | 7  | 61 | 29 | +32 |
|  | 3.   | Monaco              | 51 | 38 | 21 | 9  | 8  | 56 | 29 | +27 |
|  | 4.   | Bordeaux            | 48 | 38 | 18 | 12 | 8  | 42 | 25 | +17 |
|  | 5.   | Nantes              | 45 | 38 | 17 | 11 | 10 | 54 | 39 | +15 |
|  | 6.   | Auxerre             | 43 | 38 | 18 | 7  | 13 | 57 | 44 | +13 |
|  | 7.   | Saint-Étienne       | 43 | 38 | 13 | 17 | 8  | 34 | 26 | +8  |
|  | 8.   | Strasburgo          | 40 | 38 | 12 | 16 | 10 | 58 | 57 | +1  |
|  | 9.   | Lens                | 40 | 38 | 12 | 16 | 10 | 36 | 41 | -5  |
|  | 10.  | Montpellier         | 36 | 38 | 12 | 12 | 14 | 36 | 41 | -5  |
|  | 11.  | Caen                | 35 | 38 | 13 | 9  | 16 | 55 | 54 | +1  |
|  | 12.  | Metz                | 35 | 38 | 11 | 13 | 14 | 44 | 45 | -1  |
|  | 13.  | Tolosa              | 34 | 38 | 9  | 16 | 13 | 36 | 45 | -9  |
|  | 14.  | Olympique Lione     | 33 | 38 | 9  | 15 | 14 | 40 | 45 | -5  |
|  | 15.  | Le Havre            | 33 | 38 | 11 | 11 | 16 | 42 | 53 | -11 |
|  | 16.  | Sochaux             | 32 | 38 | 11 | 10 | 17 | 33 | 50 | -17 |
|  | 17.  | Lilla               | 30 | 38 | 7  | 16 | 15 | 26 | 48 | -22 |
|  | 18.  | Valenciennes        | 29 | 38 | 9  | 11 | 18 | 42 | 56 | -14 |
|  | 19.  | Tolone              | 25 | 38 | 6  | 13 | 19 | 31 | 57 | -26 |
|  | 20.  | Nîmes               | 22 | 38 | 3  | 16 | 19 | 32 | 66 | -34 |

Legenda:
      Ammessa alla UEFA Champions League 1993-1994.
      Ammesse alla Coppa UEFA 1993-1994.
      Ammesse alla Coppa delle Coppe 1993-1994.
  Partecipa ai play-out.
      Retrocesse in Division 2 1993-1994.
Note:
Due punti a vittoria, uno a pareggio, zero a sconfitta.
In caso di arrivo di due o più squadre a pari punti, la graduatoria verrà stilata secondo la classifica avulsa tra le squadre interessate che prevede, in ordine, i seguenti criteri:
- Differenza reti generale.
- Reti realizzate in generale.

Il 6 settembre 1993 la UEFA espelle l'Olympique Marsiglia dalle competizioni europee.
Il 22 settembre 1993 la FFF revoca il titolo all'Olympique Marsiglia.
La partita Valenciennes-Olympique Marsiglia, inizialmente conclusa sul punteggio di 0-1, è stata dichiarata sconfitta a tavolino per entrambe le squadre con il punteggio di 0-0.

### Squadra capolista
| Formazione tipo | Giocatori (presenze)      |
| --- | ------------------------- |
| Barthez Boli Desailly Angloma Di Meco Eydelie Deschamps Sauzée Pelé Bokšić Völler | Fabien Barthez (30)       |
| Barthez Boli Desailly Angloma Di Meco Eydelie Deschamps Sauzée Pelé Bokšić Völler | Basile Boli (32)          |
| Barthez Boli Desailly Angloma Di Meco Eydelie Deschamps Sauzée Pelé Bokšić Völler | Jocelyn Angloma (31)      |
| Barthez Boli Desailly Angloma Di Meco Eydelie Deschamps Sauzée Pelé Bokšić Völler | Éric Di Meco (31)         |
| Barthez Boli Desailly Angloma Di Meco Eydelie Deschamps Sauzée Pelé Bokšić Völler | Marcel Desailly (31)      |
| Barthez Boli Desailly Angloma Di Meco Eydelie Deschamps Sauzée Pelé Bokšić Völler | Jean-Jacques Eydelie (27) |
| Barthez Boli Desailly Angloma Di Meco Eydelie Deschamps Sauzée Pelé Bokšić Völler | Didier Deschamps (36)     |
| Barthez Boli Desailly Angloma Di Meco Eydelie Deschamps Sauzée Pelé Bokšić Völler | Franck Sauzée (35)        |
| Barthez Boli Desailly Angloma Di Meco Eydelie Deschamps Sauzée Pelé Bokšić Völler | Alen Bokšić (37)          |
| Barthez Boli Desailly Angloma Di Meco Eydelie Deschamps Sauzée Pelé Bokšić Völler | Rudi Völler (33)          |
| Barthez Boli Desailly Angloma Di Meco Eydelie Deschamps Sauzée Pelé Bokšić Völler | Abedi Pelé (35)           |
| Altri giocatori: Jean-Philippe Durand (29), Bernard Casoni (24), Jean-Marc Ferreri (19), Jean-Christophe Thomas (17), Manuel Amoros (12), Igor' Dobrovol'skij (8), Pascal Olmeta (8), Rafael Martín Vázquez (7), François Omam-Biyik (1). |                           |

## Spareggi

### Play-out
|              | Risultati |              | Luogo e data                |
| ------------ | --------- | ------------ | --------------------------- |
| Valenciennes | 0-2       | Cannes       | Valenciennes, 4 giugno 1993 |
| Cannes       | 1-1       | Valenciennes | Cannes, 9 giugno 1993       |
|              |           |              |                             |

## Statistiche

### Squadre

#### Capoliste solitarie
|    | —— | —— | ——  | ——  | ——  | —— | ——  | ——  | ——  | ——     | ——     | ——     | ——     | ——  | ——     | ——  | ——     | ——  | ——  | ——     | ——     | ——     | ——     | ——     | ——  | ——     | ——     | ——     | ——  | ——  | ——  | ——  | ——  | ——  | ——  | ——  | ——  | —— |  |
|    |    |    | PSG | PSG | PSG |    | PSG | PSG |     | Nantes | Nantes | Nantes | Nantes |     | Nantes |     | Nantes |     |     | Monaco | Monaco | Monaco | Monaco | Monaco | OM  | Monaco | Monaco | Monaco | OM  | OM  | OM  | OM  | OM  | OM  | OM  | OM  | OM  |    |  |
|    |    |    |     |     |     |    |     |     |     |        |        |        |        |     |        |     |        |     |     |        |        |        |        |        |     |        |        |        |     |     |     |     |     |     |     |     |     |    |  |
|    |    |    |     |     |     |    |     |     |     |        |        |        |        |     |        |     |        |     |     |        |        |        |        |        |     |        |        |        |     |     |     |     |     |     |     |     |     |    |  |
| 1ª | 2ª | 3ª | 4ª  | 5ª  | 6ª  | 7ª | 8ª  | 9ª  | 10ª | 11ª    | 12ª    | 13ª    | 14ª    | 15ª | 16ª    | 17ª | 18ª    | 19ª | 20ª | 21ª    | 22ª    | 23ª    | 24ª    | 25ª    | 26ª | 27ª    | 28ª    | 29ª    | 30ª | 31ª | 32ª | 33ª | 34ª | 35ª | 36ª | 37ª | 38ª |    |  |

#### Primati stagionali
Squadre
- Maggior numero di vittorie: Olympique Marsiglia (22)
- Minor numero di sconfitte: Olympique Marsiglia e Paris Saint-Germain  (7)
- Migliore attacco: Olympique Marsiglia (71)
- Miglior difesa: Bordeaux (25)
- Miglior differenza reti: Olympique Marsiglia (+35)
- Maggior numero di pareggi: Saint-Étienne (17)
- Minor numero di pareggi: Auxerre (7)
- Maggior numero di sconfitte: Tolone, Nîmes (19)
- Minor numero di vittorie: Nîmes (3)
- Peggior attacco: Tolone (31)
- Peggior difesa: Nîmes (66)
- Peggior differenza reti: Nîmes (-34)

### Individuali

#### Classifica marcatori
| Gol | Rigori |  | Giocatore           | Squadra                  |
| --- | ------ |  | ------------------- | ------------------------ |
| 23  |        |  | Alen Bokšić         | Olympique Marsiglia      |
| 20  |        |  | Xavier Gravelaine   | Caen                     |
| 20  | 1      |  | Jürgen Klinsmann    | Monaco                   |
| 18  | 1      |  | Rudi Völler         | Olympique Marsiglia      |
| 14  | 1      |  | Joël Tiéhi          | Le Havre                 |
| 14  | 2      |  | George Weah         | Paris Saint-Germain      |
| 13  | 2      |  | Bernard Ferrer      | Tolosa                   |
| 12  | 1      |  | Nicolas Ouédec      | Nantes                   |
| 12  |        |  | Franck Sauzée       | Olympique Marsiglia      |
| 11  |        |  | Anthony Bancarel    | Tolosa                   |
| 11  | 3      |  | Youri Djorkaeff     | Monaco                   |
| 11  | 8      |  | Luboš Kubík         | Metz                     |
| 11  | 5      |  | Frank Lebœuf        | Strasburgo               |
| 11  |        |  | François Omam-Biyik | Olympique Marsiglia Lens |

## Percorso dei club nelle coppe europee
| Club                | Competizione          | Risultato        | Ultimo avversario                        |
| ------------------- | --------------------- | ---------------- | ---------------------------------------- |
| Olympique Marsiglia | UEFA Champions League | Campione         | Milan (1-0)                              |
| Monaco              | Coppa delle Coppe     | Ottavi di finale | Olympiakos (0-1; 0-0)                    |
| Auxerre             | Coppa UEFA            | Semifinale       | Borussia Dortmund (0-2; 2-0; 6-7 d.c.r.) |
| Paris Saint-Germain | Coppa UEFA            | Semifinale       | Juventus (1-2; 0-1)                      |
| Caen                | Coppa UEFA            | Primo turno      | Real Saragozza (3-2; 0-2)                |